# Rosaleda (Paraguay)
Rosaleda (también llamado La Rosaleda o Rosengarten en alemán) es una localidad paraguaya del Departamento de Boquerón ubicada en el kilómetro 335 de la ruta PY15 "Bioceánica", a unos 550 km de Asunción.
Administrativamente pertenece al municipio de Mariscal Estigarribia, ubicado a 25 km de distancia. 
En la actualidad cuenta con unos 80 habitantes aproximadamente, siendo la mayoría de ellos colonos de origen suizo.

## Toponimia
Su nombre de Rosaleda, hace alusión a un «jardín de rosas», debido a la tranquilidad y la naturaleza que hay en esta zona del Chaco y también porque muchos de sus habitantes son jubilados que poseen jardines con distintos tipos de plantas y flores. Como símbolo de esto, lo primero que plantaron los colonos suizos al llegar al lugar fue una rosa.

## Historia
Fue fundada en el año 1994, cuando se establecieron los primeros pobladores y conformaron las primeras granjas y calles de la zona.
En el año 2017 los colonos suizos donaron 1 hectárea para la construcción de la comisaría local, para aumentar la seguridad de la zona.

## Clima
El clima en esta región del Chaco se clasifica como clima semiárido cálido, siendo uno de los más extremos del Paraguay, destacándose por sus temperatura muy altas, que van hasta los 45 °C a la sombra en verano y -5 °C grados bajo cero en invierno. Por lo que debido al clima árido existen pocas precipitaciones en la zona.

## Economía
La mayoría de los habitantes de Rosaleda se dedican a actividades económicas relacionadas con la ganadería, la agricultura, el turismo, la jardinería, la artesanía en madera, la cestería y la apicultura, por parte de la empresa APICSA (Apicultura del Chaco Paraguayo Sociedad Anónima). 

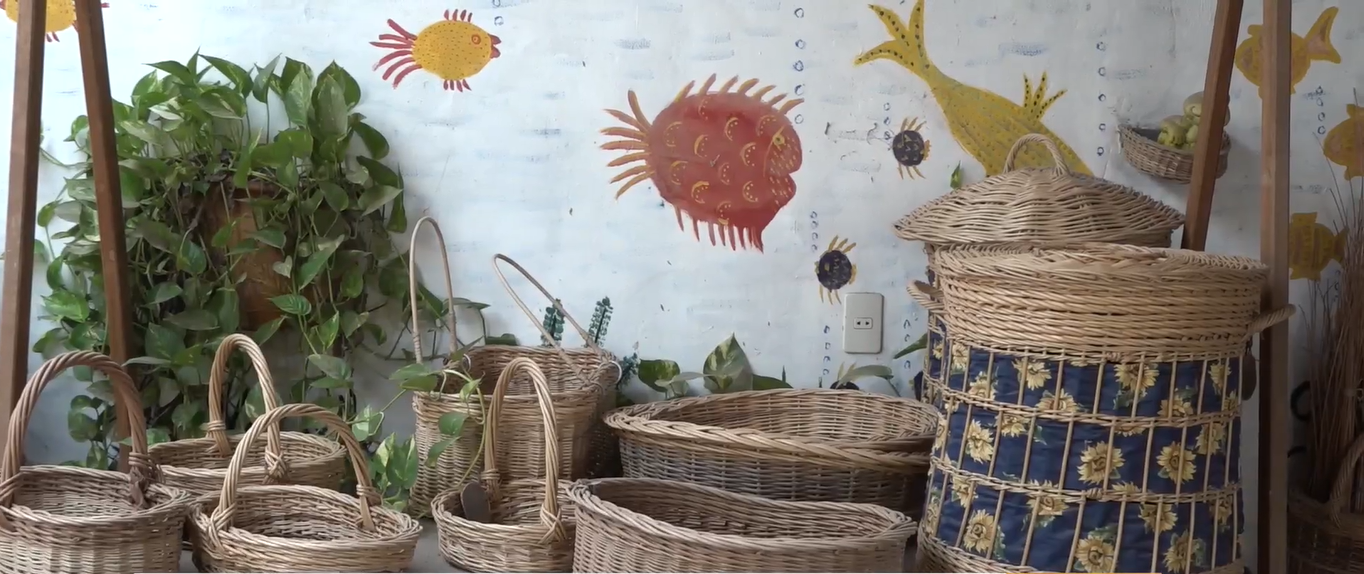
Cestería artesanal en Rosaleda.

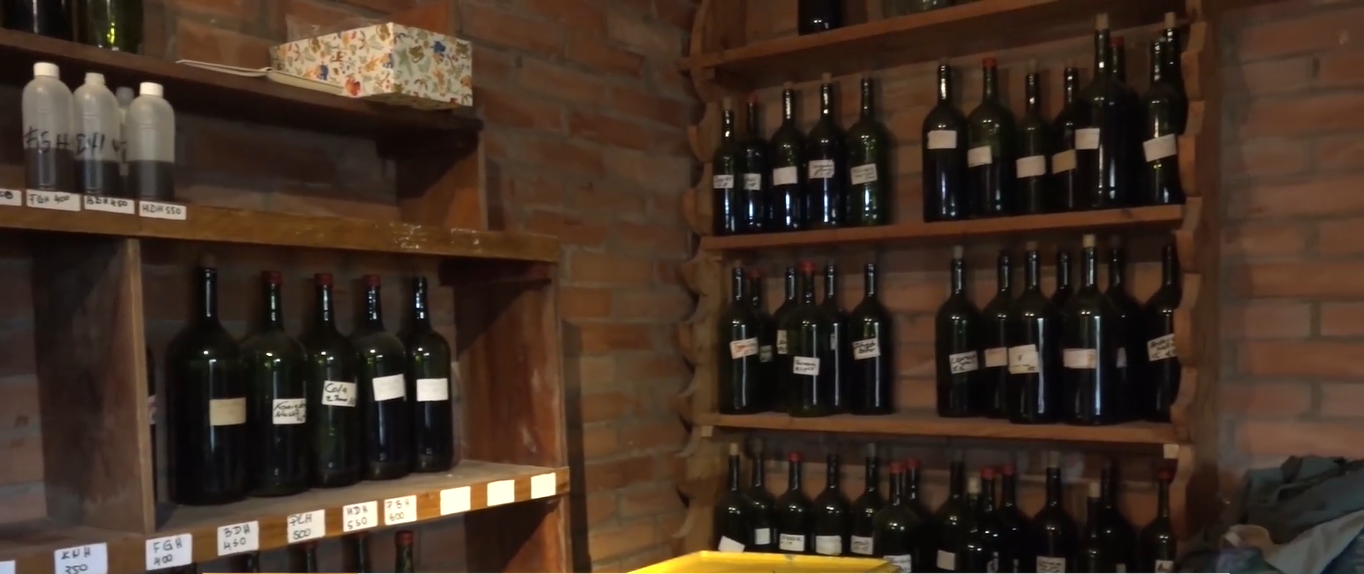
Producción de miel en Rosaleda.

También existen algunas empresas en la zona que se dedican a la producción de algodón, como Los Cabos S.A..
Muchos suelen comercializar sus productos en las exposiciones y ferias anuales de las ciudades cercanas como Neuland, Filadelfia y Loma Plata.

## Infraestructura
Actualmente la infraestructura de la localidad es escasa y deficiente, ya que actualmente los caminos de la zona son de tierra y son intransitables en épocas de lluvia, pero con el asfaltado de la ruta PY15 "Ruta Bioceánica" que llegará para fines del 2024, y con inversiones de empresas privadas se espera que la situación de la comunidad mejore en los próximos años.
En la actualidad, la localidad de Rosaleda cuenta con una escuela, una comisaría local y un hotel con piscina, restaurante y todas las comodidades necesarias para los turistas.

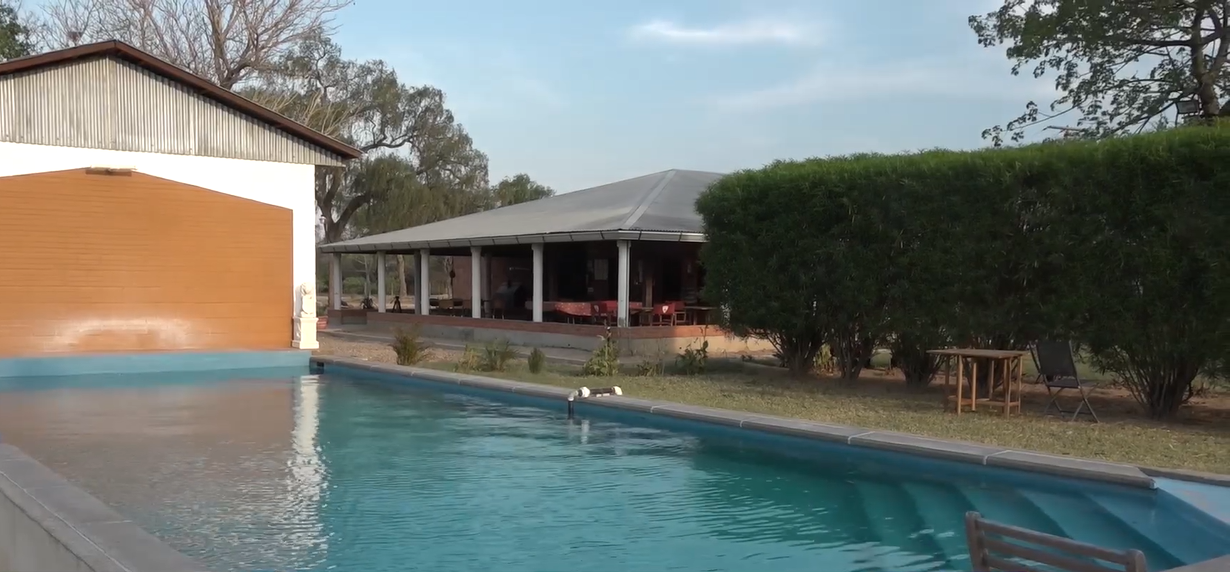
Hotel con piscina en Rosaleda.